# La baronne s'en balance
Pour plus de détails, voir Fiche technique et Distribution.
La baronne s'en balance est un film franco-italien réalisé par Silvio Siano et sorti en 1965.

## Fiche technique
- Titre : La baronne s'en balance
- Titre original : La vedovella
- Réalisation : Silvio Siano
- Scénario : Guido Castaldo, Sabatino Ciuffini, Georges Combret, Giacomo Furia, Camillo Marino et Silvio Siano
- Photographie : Domenico Paolercio
- Costumes : Rosalba Menichelli
- Décors : Jean-Paul Coutan-Laboureur
- Son : Mario Ronchetti
- Musique : Alessandro Nadin et Gino Peguri
- Montage : Piera Bruni
- Production : P.A.Mec S.p.a. - Radius Productions
- Pays d'origine :  France -  Italie
- Genre : Comédie
- Durée : 80 minutes
- Date de sortie : France - 17 novembre 1965

## Distribution
- Margaret Lee
- Félix Marten
- Alberto Bonucci
- Dolores Palumbo
- Jean-Marc Tennberg